# Palazzo Spada (Terni)
Il palazzo Spada, fatto costruire nel 1555 dal conte di Collescipoli Michelangelo Spada e la sua famiglia, cameriere segreto di papa Giulio III, fu progettato da Antonio da Sangallo il Giovane ed è ora sede del comune di Terni. L'edificio è costituito da due piani con grandi finestre alternati a mezzanini, un alto portale e un decorato cornicione.

## Storia e descrizione

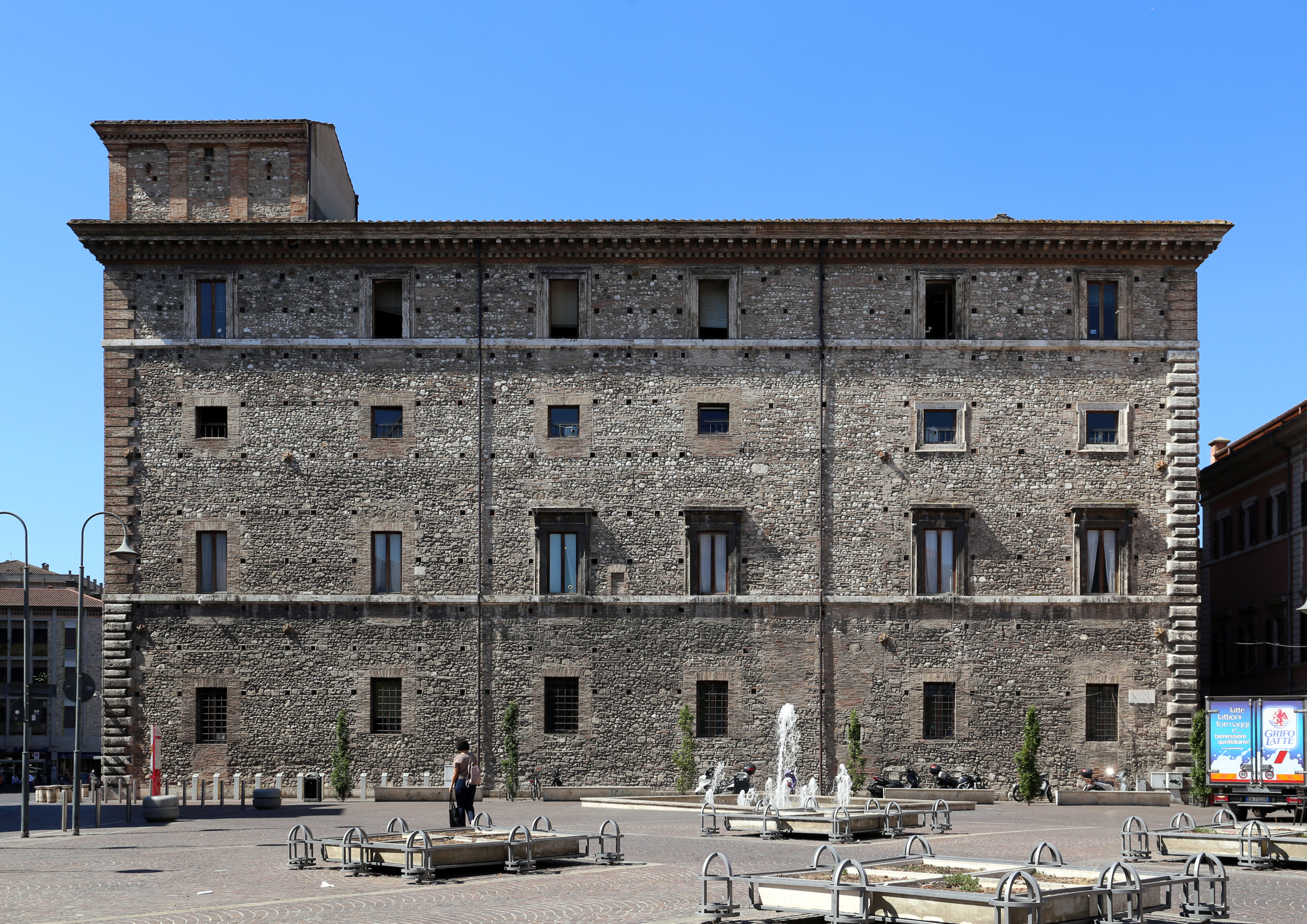
Prospetto laterale

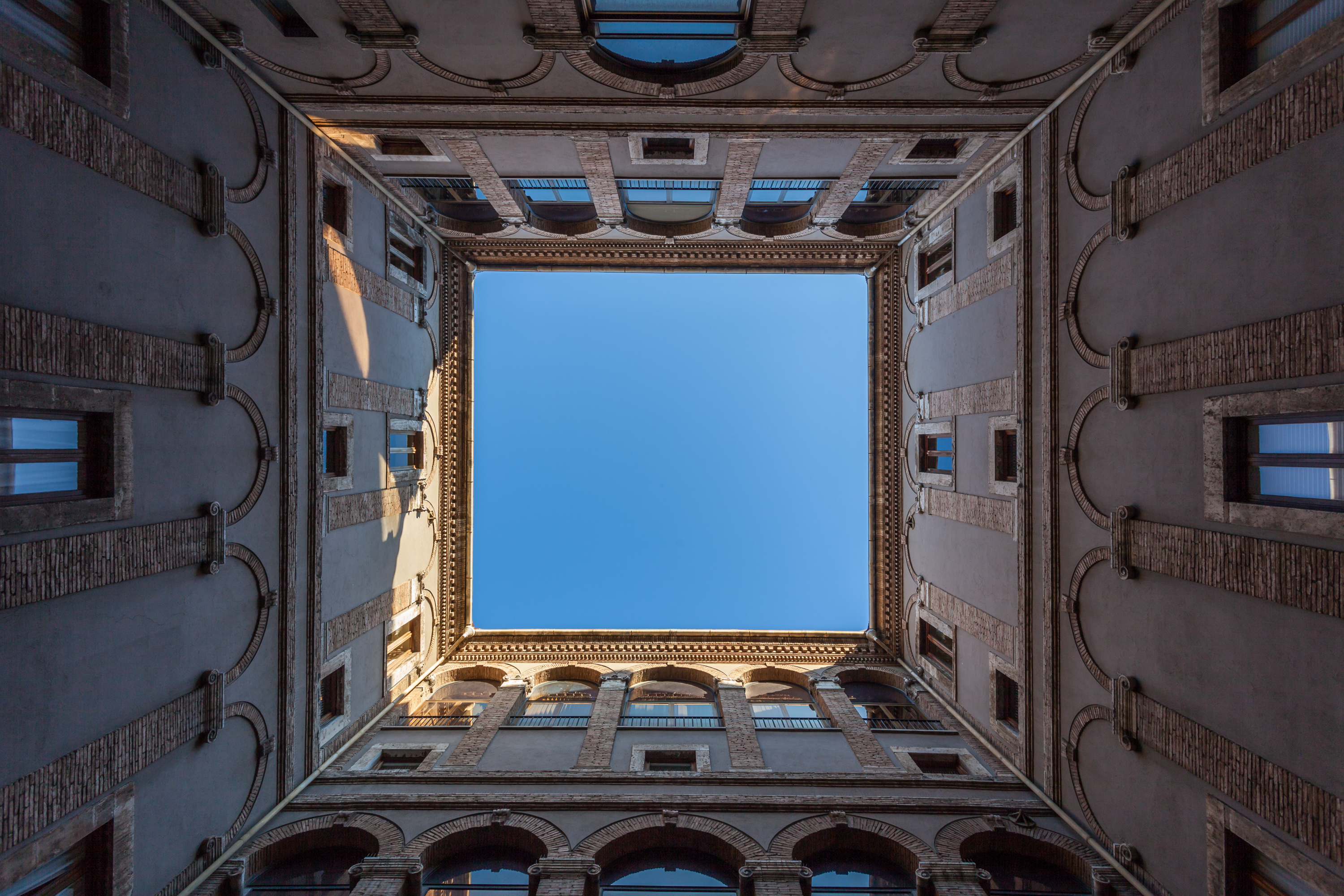
Cortile interno

L'imponente edificio sorge sul lato meridionale della piazza e per molto tempo si attribuì la sua esecuzione al figlio di Baldassarre Peruzzi Sallustio, architetto della Camera Apostolica. Oggi è certo che fu Sangallo il Giovane (1484-1546) - morto a Terni in circostanze non chiare - ad elaborare il piano di lavoro.
Nel Seicento la fabbrica fu rinnovata con l'aggiunta del prospetto sul lato opposto all'attuale via Roma, dove si aprì l'accesso principale, che univa le parti laterali, prima esposte sul giardino. Fu il primo palazzo ternano della tipologia a corte.
L'interno è riccamente ornato da affreschi cinquecenteschi. Il piano nobile è impreziosito dalla cosiddetta sala di Fetonte, dipinta nel 1575 dall'artista fiammingo manierista Karel van Mander (1548-1606) con scene della Notte di San Bartolomeo e della Battaglia di Lepanto. L'adornamento dei vicini saloni è assegnato, invece, al lavoro dell'aretino allievo di Giorgio Vasari Sebastiano Flori.
Il prestigioso palazzo rimase agli Spada fino al 1799: passò poi alla famiglia Massarucci e alle suore del Bambino Gesù che nel 1957 lo cedettero al comune di Terni che negli anni settanta avviò un sapiente e definitivo restauro. Nel 1753 lo scrittore francese Alexandre de Rogissart che lo vide personalmente ne lodò la bellezza nella sua opera Les délices de l'Italie.
Il progenitore della famiglia Spada (che fiorì anche a Roma - dove si può ammirare la famosa residenza - e a Macerata) fu Godofredo, presente in Terni già nella metà dell'anno 1000: da lui discese Michelangelo, figlio di Silvestro, al quale Giulio III Ciocchi del Monte concesse, nel 1551, la contea di Collescipoli. Nel 1574 Michelangelo e il fratello Gian Girolamo furono annoverati nel patriziato romano. In seguito ottennero il rango di conti palatini e il feudo di Collalbero, presso Perugia. Michelangelo fu sepolto nella chiesa ternana di San Pietro, dove la famiglia disponeva della cappella gentilizia.

### Gli affreschi nellaSala di Fetonte

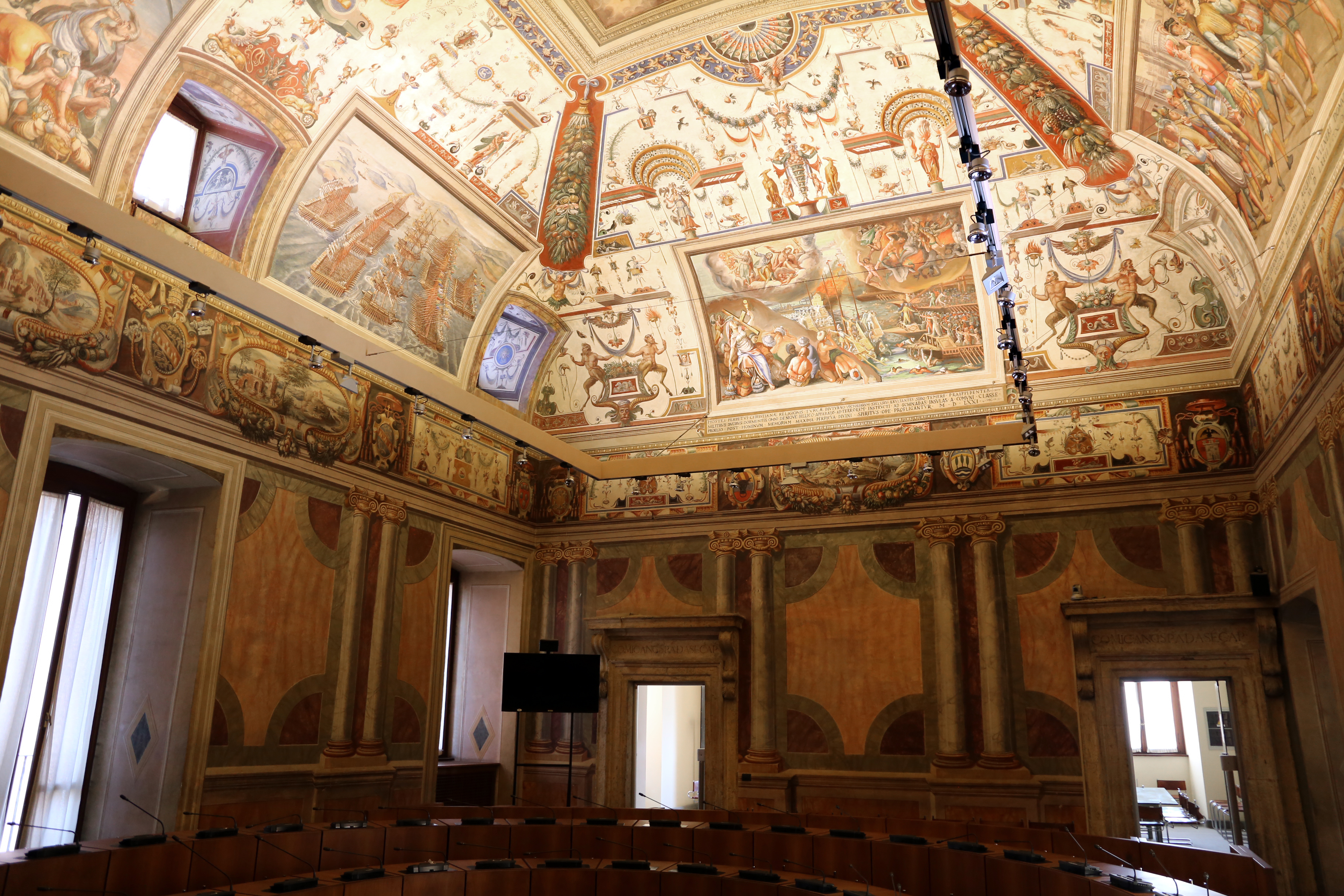
Sala di Fetonte
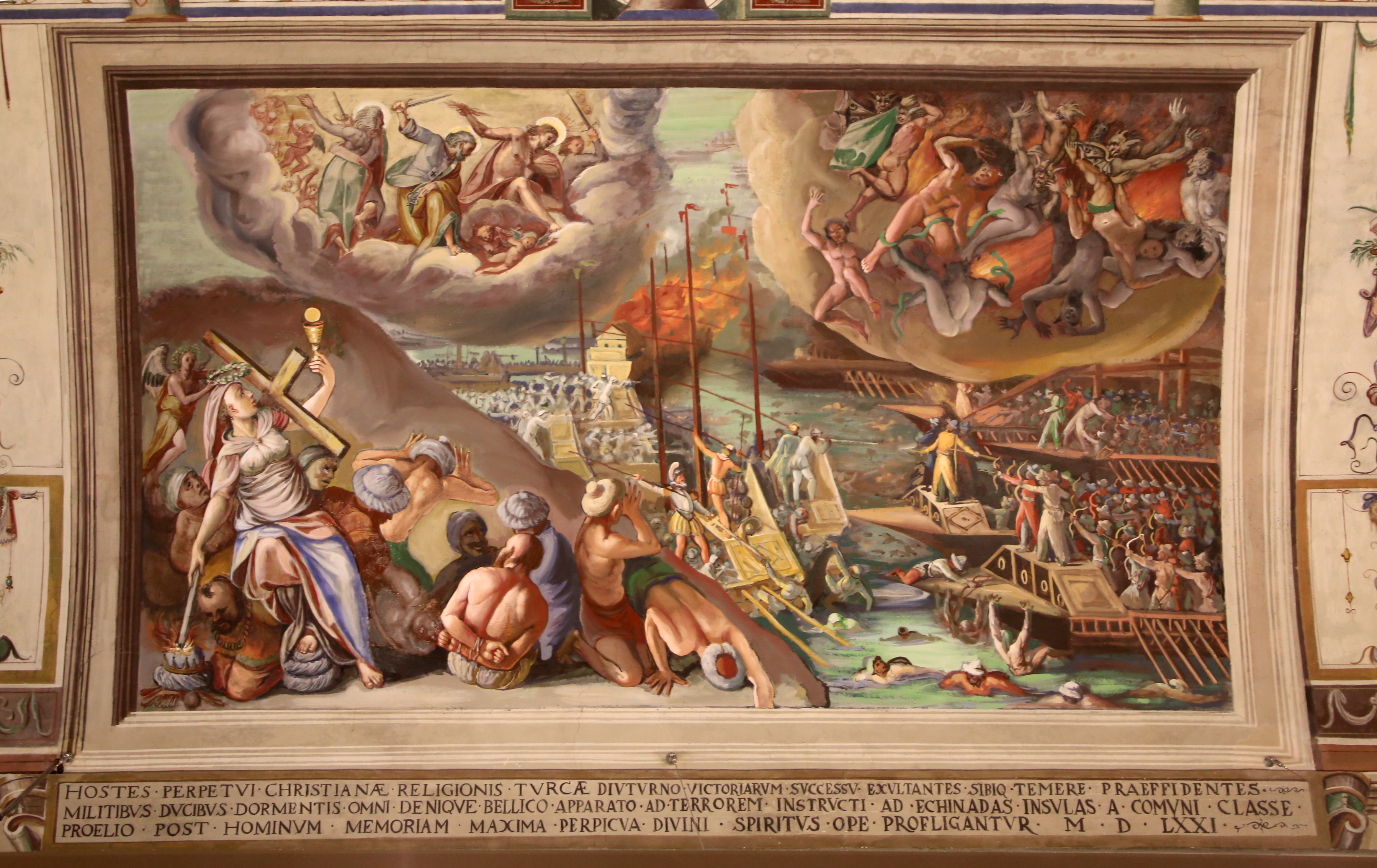
La Battaglia di Lepanto, a cui numerosi ternani, fra borghesi e nobili, parteciparono (Karel van Mander, 1574-1577, Palazzo Spada, Terni)
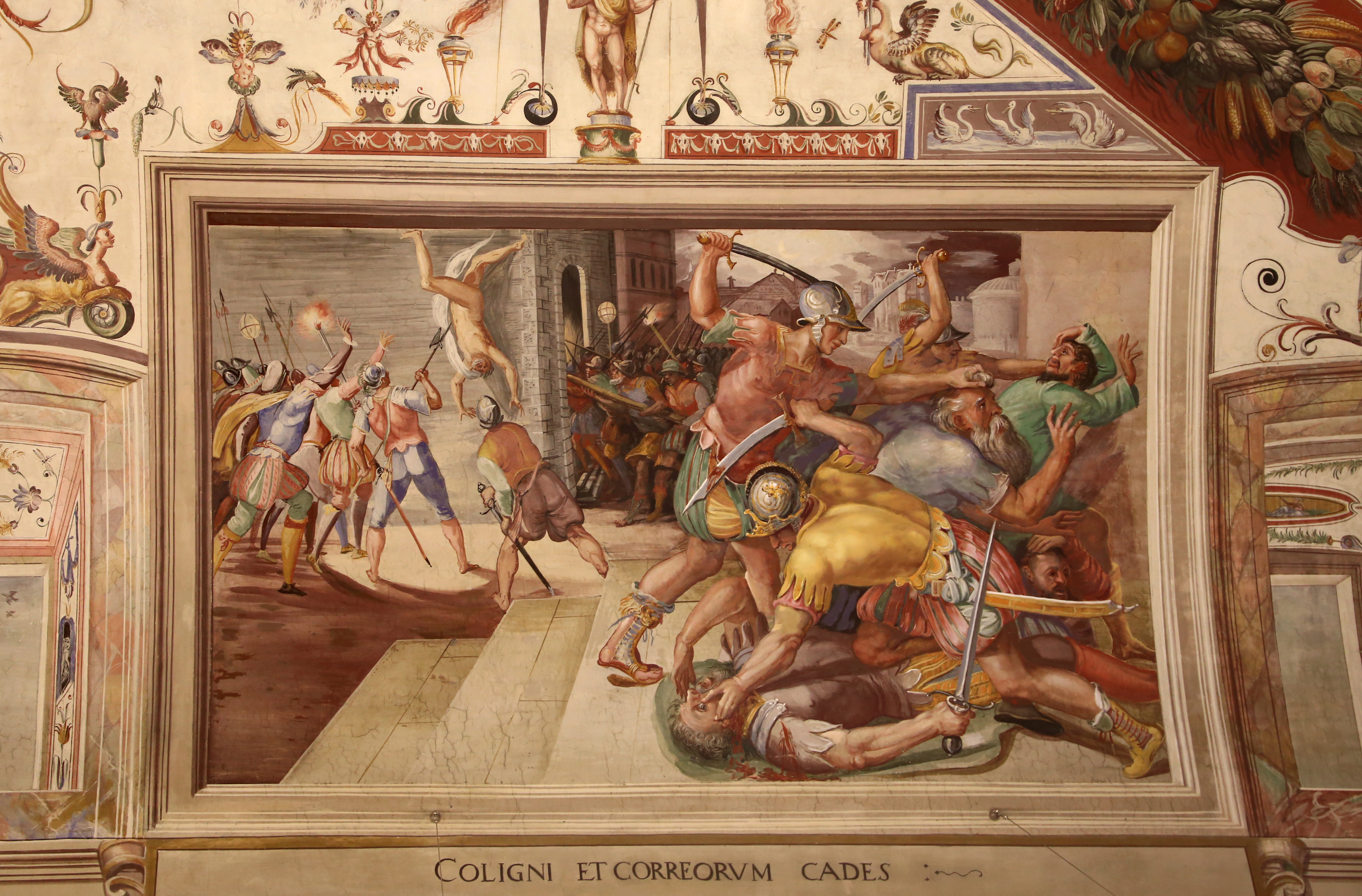
Scena della Notte di San Bartolomeo (Karel van Mander, 1574-1577, Palazzo Spada, Terni)
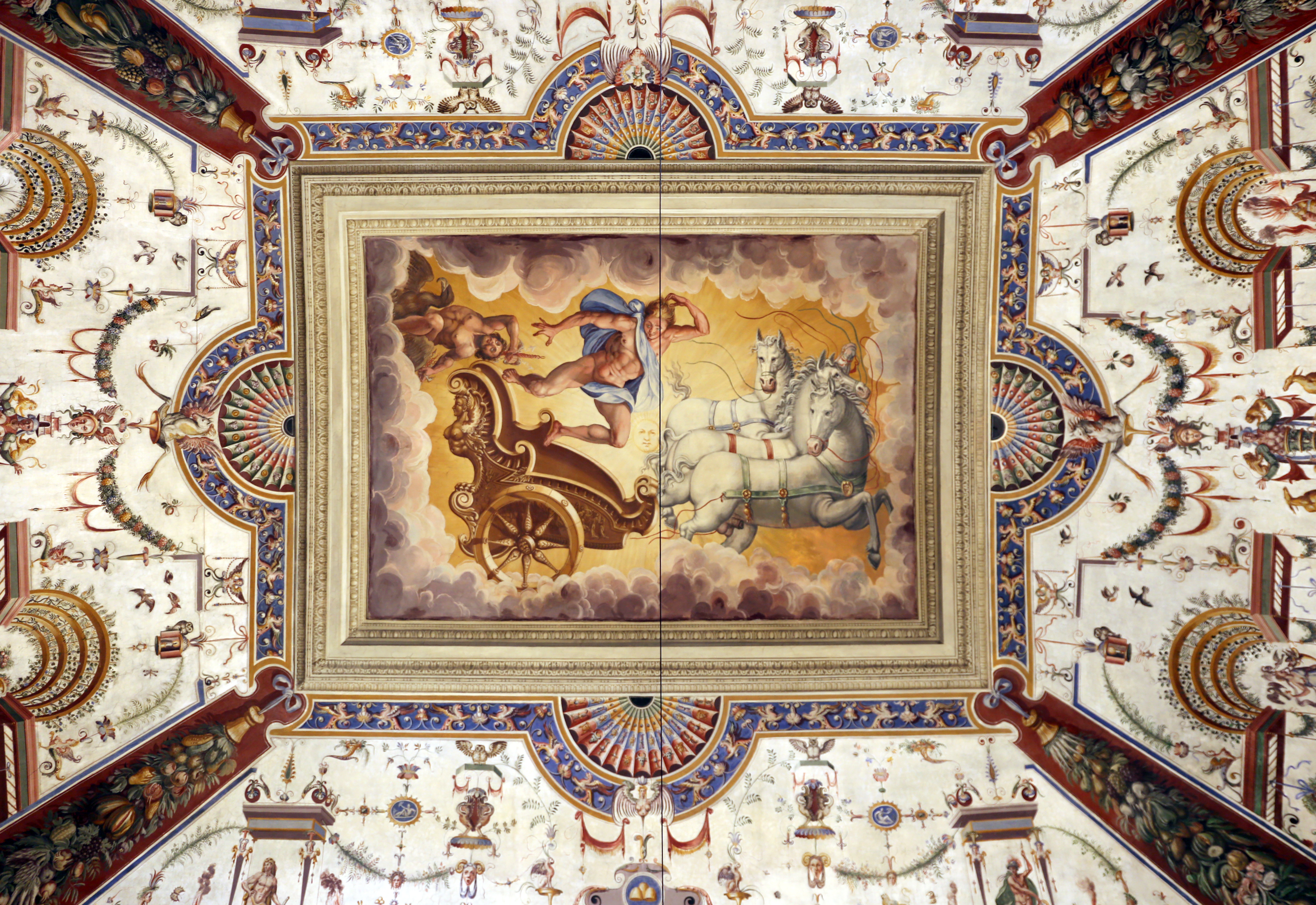
La caduta di Fetonte (Karel van Mander, 1574-1577, Palazzo Spada, Terni)
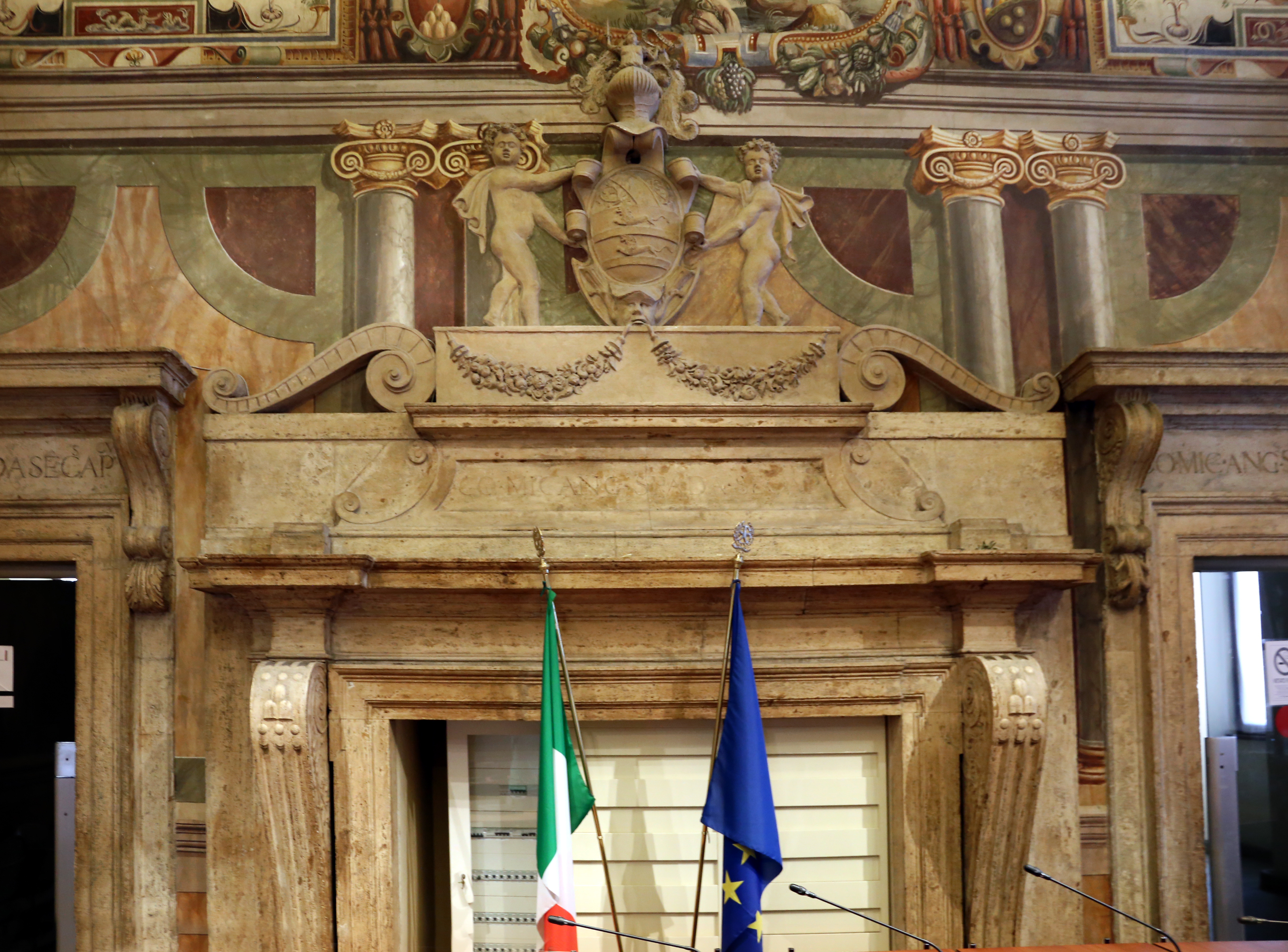
Stemma con cimiero sopra il camino della Sala di Fetonte (Karel van Mander, 1574-1577, Palazzo Spada, Terni)
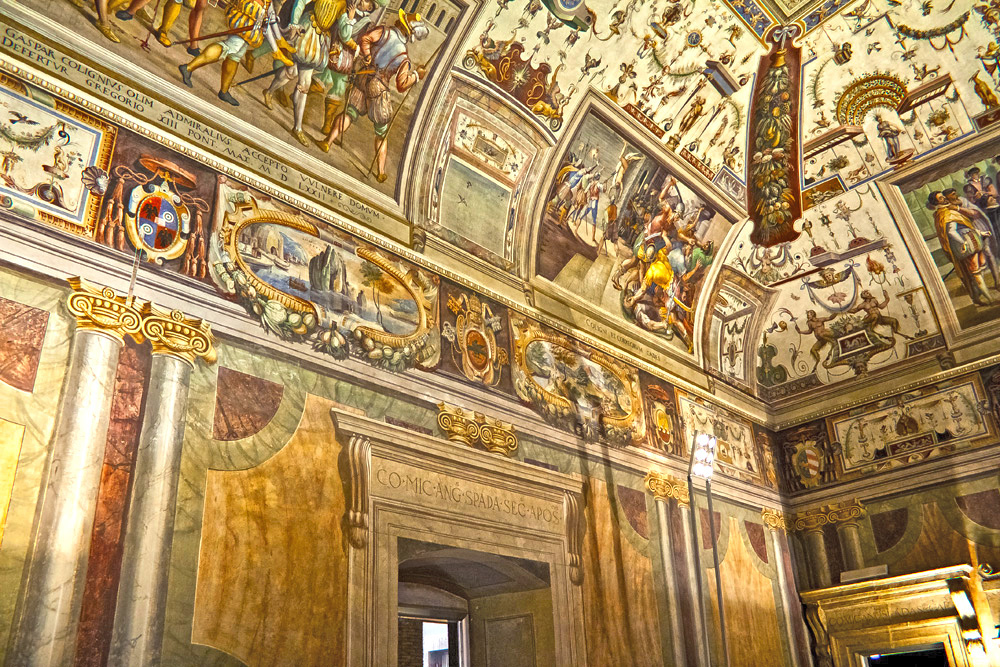
Scene della Notte di San Bartolomeo e stemmi araldici (Karel van Mander, 1574-1577, Palazzo Spada, Terni)